# Acosta!
acosta!（アコスタ）は、株式会社ハコスタが主催するコスプレの撮影・交流イベントである。主に関東と関西を中心に全国各地で定期的に実施されている。

## 概要
初開催は2014年3月21日の池袋サンシャインシティ。コスプレ撮影スタジオの運営などを行っていた株式会社ハコスタ（HACOSTA）とアニメイトコスチューム館（ACOS）の共同プロデュースイベントとして開催された。なお「acosta!」という名称はこの2つを組み合わせた造語である。略称は「アコ」「a!」。
2024年の発表では年間動員数は20万人以上であるとされ、参加者の約7割が女性、10～20代が約8割を占める。
現在の主な開催地は東京、埼玉、大阪、京都など全国各地。特に池袋では、毎年1ヶ月～2ヶ月毎のペースでイベントが開催されており、コロナ禍以降、コスプレの聖地としても知れ渡るようになった。なお池袋で開催されるacosta!を「池アコ」と略して呼ぶこともある。
多くの場合、ショッピングモール、遊園地、駅、ランドマークなどの公共施設や街中などが開催地となり、様々なロケーションを背景にコスプレ写真を撮影することができる。またイベント会場内や周辺の協力店舗にはコスプレ姿のまま入店することができ、そこで食事、買い物、観光などができるという特徴もある。
2023年11月には、東北地方へと進出。宮城県のイオンモール新利府でacosta!を実施した。
2025年5月には、初となる海外（台北市、松山文創園区）でイベントが開催された。

### 会場
イベントに参加するコスプレイヤーは、原則として私服で来場し、会場内に設置された更衣室内で着替えを行う。コスプレ姿のまま来場・帰宅することは禁止されており、帰宅時もイベント終了時間までに更衣を済ませる必要がある。ただし、一部の会場では車での来場が認められていることがあり、自宅で更衣し、そのまま自家用車で会場へ向かうことが可能である（公共交通機関は禁止）。なおこのルールは日本独自のものであり、国外で開催されたイベントでは、コスプレ姿のままでの来場・帰宅が認められている場合がある。
イベントが実施されている会場では、指定されたエリア内のみに立ち入ることができる。さらにその中でも「撮影エリア」と「移動エリア」にも分かれており、後者の「移動エリア」ではコスプレ姿での通行は可能なものの、撮影行為は禁止されている。
エリア内にある飲食店や小売店などが「協力店舗」となっていることがある。このような店舗ではコスプレ姿のまま入店することができるほか、店舗によっては撮影を認めている場合もある。また参加証を提示することで割引を受けられるなど、イベント当日限定の特典やサービスが用意されていることもある。

### チケット
イベント参加用のチケットは「スタカチケットセンター」という販売サイト経由で事前に購入する。当日は同サイト上で表示されるチケットのQRコードを提示することで、参加証と引き換えられる。
また同社の運営する撮影スタジオ「ハコスタジアム」の公式LINEアカウントでは、不定期でクーポンが配信されることがあり、抽選でイベントチケットが無料で入手できることがある。
コスプレ参加者は基本的に男性・女性の更衣室チケットを購入する形となる。ただイベント会場によっては「更衣室なし」のチケットが販売されることがあり、自宅で更衣した上で、自家用車で来場することができる（ただしその場合、更衣室やクロークは終日利用できない）。また通常よりも先行してイベントに参加できる「アーリー」や、逆に通常よりも参加できる時間が短い「ショート」チケットなどがイベントごとに存在する。
一方、撮影や交流を目的とするコスプレを行わない参加者は、「カメラマン・一般」チケットを購入する形となる。この場合更衣室の利用やコスプレをしてのイベント参加は禁止されている。
チケット価格は通常のコスプレ参加者で約2,000円～4,000円程度。「カメラマン・一般」チケットはこれより安いか、同等であることが多い。また学生や小学生向けに、低価格のチケットが販売されることもある。

## 開催地
基本的にはショッピングモールのような大型商業施設、展示場やスタジアム、鉄道駅のような公共施設が会場となることが多い。しかしイベントによっては、屋外を含む街全体がイベントエリアとなるものも存在する。
当初はサンシャインシティやアジア太平洋トレードセンターが主な会場であったが、2016年以降から関東・近畿を中心に複数の都市や観光地、施設などでも開催されるようになった。また同社が運営する撮影スタジオ「ハコスタジアム」との連携企画やイベントを実施したり、地域創生の一環として行政機関と連携した企画に携わることもある。

### 主な開催地
2025年時点で複数回実施されている開催地の中から一部を掲載。なお、四国での開催はこれまで1度もない。
- 関東
  - 池袋サンシャインシティ（東京都）
    - 8月は、プリキュアシリーズやウルトラマンシリーズのイベント等の兼ね合いから開催されず、代わりに9月の開催を2回に増やしている。10月はacosta!としての開催がない代わりに、「池袋ハロウィンコスプレフェス」が行われる。

  - 堀切、堀切フェスタ（東京都）
  - ところざわサクラタウン（埼玉県）
  - さいたまスーパーアリーナTOIRO（埼玉県）
  - 松戸（河津桜、ラストサマーフェス）（千葉県）
  - 幕張メッセ国際会議場（千葉県）
- 東北
  - イオンモール新利府南館（宮城県）
  - 楽天モバイルパーク宮城 スマイルグリコパーク（宮城県）
- 中部
  - 鶴舞公園、名古屋市公会堂（愛知県）
  - イオンモール高岡（富山県）
  - 駒場公園 (佐久市)、ナガノアニエラフェスタ（長野県）
- 近畿
  - 大阪南港ATC（大阪府）
  - 道頓堀コスプレ祭（大阪府）
  - 岸和田カンカンベイサイドモール（大阪府）
  - みのおキューズモール（大阪府）
  - あべのキューズモール（大阪府）
  - セブンパーク天美（大阪府）
  - 梅田茶屋町（大阪府）
  - カンテレ（大阪府）
  - ひらかたパーク（大阪府）
  - 弁天町（大阪府）
  - 京都駅ビル（京都府）
- 九州
  - みずほPayPayドーム福岡（福岡県）
  - 大分やまくに（大分県）

#### 過去の開催地
- 関東
  - ビビット南船橋（千葉県） - ハコスタジアム東京との共同開催だった。
  - としまえん（東京都）
- 近畿
  - 神戸さんのみや（兵庫県）

## Ultra acosta!
Ultra acosta!（ウルトラアコスタ）は、サンシャインシティで開催されるacosta!をより大規模に発展させた系列イベントである。略称は「Uアコスタ」や「ウルアコ」。2019年5月11日～12日の2日間、池袋で通算50回のイベントが開催されたことを記念して初開催された。
イベントエリアはサンシャインシティとその周辺エリア。acosta!の「特別版」と題されることもあり、ダンスステージやライブ、協賛企業による出展ブースなどの企画が通常のイベントよりもより大規模に実施される。また2023年4月の第2回からは、コスプレ関連の同人即売会・フリーマーケットイベントである「acosta! マルシェ」が初めて同時開催された。
2020年に第2回が開催される予定だったが、新型コロナウイルス感染症の影響により中止となった。その後の2023年に第2回が実施された。
2024年9月6日～8日に開催された第3回では、初の3日間の実施となった。特に初日は「オールナイト開催」であり、午後10時から翌朝午前5時まで日を跨いでイベントに参加することができた（ただし、撮影は4時まで）。

## acosta!マルシェ
acosta!マルシェ（アコスタマルシェ）は、前述の「acosta!」や「Ultra acosta!」と同時に開催される即売会、フリーマーケットイベントである。略称は「マルシェ」、「アコマル」。
写真集やROM、チェキ・ブロマイド、衣装・ウィッグ・小道具、コスプレイヤーとの撮影券など、コスプレに関連する出展が行われる。なお、イベントにはコスプレイヤーだけでなく、衣装・小道具の制作者やカメラマンなどでも出展するこができる。ただし、成人向け作品の頒布は禁止されており、成人向け写真集・ROMの頒布ができる「コスホリック」との棲み分けがされている。
なお一般で参加する場合は、同時に開催されているacosta!（もしくはUltra acosta!）のチケットか、専用の「マルシェチケット」を購入する必要がある。このチケットを購入することで、acosta!マルシェの会場内に先行して入場することができる。ただこの「マルシェチケット」は、同時開催されているアコスタの「一般・カメラマン」チケットと同等に使用することができ、そのままアコスタの方にも参加することが可能。
初開催は2021年6月26日～27日の2日間。当初は1月に実施する予定であったが、新型コロナウイルス感染症の流行により二度の延期が行われた。第8回まではすべて池袋で実施されていたが、2024年11月には大阪で「acosta!マルシェ@大阪南港ATC」が初開催された。
また2025年5月には、同日に開催される「acosta!@台北」に合わせて、「acosta!マルシェ@台北 Vol.1」が3日間にわたり開催される。二箇所の会場が用意されており、日本のコスプレイヤーと台湾のコスプレイヤーがそれぞれのエリアでブースを出展する。

## 過去に実施されたイベント

### acosta!
期間中に関連イベントが開催された回については、以下の記号を使用する。
- [オ] ：日程の一部がオールナイト開催（オールナイトacosta!）
- [夜]：日程の一部が夜開催（夜のacosta!）
- [マ]：期間中に「acosta!マルシェ」が同時開催。

#### 2014年
| 回    | 名称                           | 開催日   | 場所                   |
| 関東  | 関東                           | 関東     | 関東                   |
| ----- | ------------------------------ | -------- | ---------------------- |
| 第1回 | acosta!@池袋サンシャインシティ | 3月21日  | 池袋サンシャインシティ |
| 第2回 | acosta!@池袋サンシャインシティ | 4月29日  | 池袋サンシャインシティ |
| 第3回 | acosta!@池袋サンシャインシティ | 5月25日  | 池袋サンシャインシティ |
| 第4回 | acosta!@池袋サンシャインシティ | 6月28日  | 池袋サンシャインシティ |
| 第5回 | acosta!@池袋サンシャインシティ | 7月19日  | 池袋サンシャインシティ |
| 第6回 | acosta!@池袋サンシャインシティ | 9月7日   | 池袋サンシャインシティ |
| 第7回 | acosta!@池袋サンシャインシティ | 12月23日 | 池袋サンシャインシティ |

#### 2015年
| 回     | 名称                                                   | 開催日          | 場所                         |
| 関東   | 関東                                                   | 関東            | 関東                         |
| ------ | ------------------------------------------------------ | --------------- | ---------------------------- |
| 第8回  | acosta!@池袋サンシャインシティ                         | 2月14日 - 15日  | 池袋サンシャインシティ       |
| 第9回  | acosta!@池袋サンシャインシティ                         | 3月29日         | 池袋サンシャインシティ       |
| 第10回 | acosta! 5days-デュラララ!!STREEEEET!!-                 | 5月2日 - 6日    | 池袋サンシャインシティ       |
| 第11回 | acosta!@池袋サンシャインシティ                         | 6月27日 - 28日  | 池袋サンシャインシティ       |
| 第12回 | acosta!@池袋サンシャインシティ                         | 7月18日 - 19日  | 池袋サンシャインシティ       |
| 第13回 | acosta!@池袋サンシャインシティ                         | 9月13日         | 池袋サンシャインシティ       |
| 第14回 | acosta!@池袋サンシャインシティ                         | 10月18日        | 池袋サンシャインシティ       |
| 第15回 | acosta!@池袋サンシャインシティ                         | 12月23日        | 池袋サンシャインシティ       |
| 第1回  | acosta! in AGF                                         | 11月7日 - 8日   | 池袋エリア                   |
| 出張版 | acosta!×世界のグルメ名酒博2015＠駒沢オリンピック公園   | 4月12日【中止】 | 駒沢オリンピック公園         |
| 出張版 | acosta!×世界のグルメ名酒博2015＠東京スカイツリータウン | 5月9日 - 10日   | 東京スカイツリータウン       |
| 近畿   |                                                        |                 |                              |
| 第1回  | acosta!@ATC                                            | 12月19日 - 20日 | アジア太平洋トレードセンター |

#### 2016年
| 回     | 名称                                                                                    | 開催日          | 場所                                                    |
| 関東   | 関東                                                                                    | 関東            | 関東                                                    |
| ------ | --------------------------------------------------------------------------------------- | --------------- | ------------------------------------------------------- |
| 第16回 | acosta!@池袋サンシャインシティ                                                          | 1月23日 - 24日  | 池袋サンシャインシティ                                  |
| 第17回 | acosta!@池袋サンシャインシティ                                                          | 2月11日         | 池袋サンシャインシティ                                  |
| 第18回 | acosta!@池袋サンシャインシティ                                                          | 3月6日          | 池袋サンシャインシティ                                  |
| 第19回 | acosta!@池袋サンシャインシティ                                                          | 4月16日 - 17日  | 池袋サンシャインシティ                                  |
| 第20回 | acosta!@池袋サンシャインシティ                                                          | 5月3日 - 5日    | 池袋サンシャインシティ                                  |
| 第21回 | acosta!@池袋サンシャインシティ                                                          | 6月11日 - 12日  | 池袋サンシャインシティ                                  |
| 第22回 | acosta!@池袋サンシャインシティ                                                          | 7月16日 - 17日  | 池袋サンシャインシティ                                  |
| 第23回 | acosta!@池袋サンシャインシティ                                                          | 9月3日 - 4日    | 池袋サンシャインシティ                                  |
| 第24回 | acosta!@池袋サンシャインシティ                                                          | 10月1日 - 2日   | 池袋サンシャインシティ                                  |
| 第25回 | acosta!@池袋サンシャインシティ                                                          | 12月17日 - 18日 | 池袋サンシャインシティ                                  |
| 第1回  | 堀切フェスタ 2016                                                                       | 3月20日         | 堀切商店街                                              |
| 第1回  | としまミュージアム コスプレイベント supported by acosta! （acosta!@としまミュージアム） | 3月20日 - 21日  | 豊島区役所 旧庁舎、池袋エリア                           |
| 第1回  | acosta!＠高田馬場～東京富士大学～                                                       | 5月29日         | 高田馬場エリア（東京富士大学、氷川神社など）            |
| 第2回  | acosta!～AGF2016スペシャル～                                                            | 11月5日 - 6日   | 東池袋エリア、池袋サンシャインシティ、AGFメイン会場など |
| 第1回  | acosta!@さいたまスーパーアリーナ TOIRO                                                  | 11月23日        | さいたまスーパーアリーナ                                |
| 近畿   |                                                                                         |                 |                                                         |
| 第2回  | acosta!@大阪南港ATC                                                                     | 2月6日 - 7日    | アジア太平洋トレードセンター                            |
| 第3回  | acosta!@大阪南港ATC                                                                     | 3月21日         | アジア太平洋トレードセンター                            |
| 第4回  | acosta!@大阪南港ATC                                                                     | 5月4日          | アジア太平洋トレードセンター                            |
| 第5回  | acosta!@大阪南港ATC                                                                     | 7月2日 - 3日    | アジア太平洋トレードセンター                            |
| 第6回  | acosta!@大阪南港ATC                                                                     | 8月6日 - 7日    | アジア太平洋トレードセンター                            |
| 第7回  | acosta!@大阪南港ATC                                                                     | 9月22日         | アジア太平洋トレードセンター                            |
| 第8回  | acosta!@大阪南港ATC                                                                     | 10月1日 - 2日   | アジア太平洋トレードセンター                            |
| 第9回  | acosta!@大阪南港ATC                                                                     | 11月3日         | アジア太平洋トレードセンター                            |
| 第10回 | acosta!@大阪南港ATC                                                                     | 12月3日 - 4日   | アジア太平洋トレードセンター                            |
| 第1回  | acosta!@京都大覚寺                                                                      | 5月29日         | 大覚寺                                                  |
| 第2回  | acosta!@京都大覚寺                                                                      | 8月28日         | 大覚寺                                                  |
| 第3回  | acosta!@京都大覚寺                                                                      | 10月8日 - 9日   | 大覚寺                                                  |
| 第1回  | acosta!@心斎橋                                                                          | 9月25日         | 心斎橋                                                  |
| 第2回  | acosta!@心斎橋                                                                          | 10月29日 - 30日 | 心斎橋                                                  |
| 第1回  | acosta!@ベルクラシック                                                                  | 12月10日        | ベルクラシック大阪                                      |
| 中部   |                                                                                         |                 |                                                         |
| 第1回  | acosta!@富士急ハイランド                                                                | 7月2日          | 富士急ハイランド                                        |
| 第2回  | acosta!@富士急ハイランド                                                                | 9月22日         | 富士急ハイランド                                        |
| 第1回  | acosta!@名古屋城                                                                        | 11月23日        | 名古屋城                                                |

#### 2017年
| 回     | 名称                                                                 | 開催日           | 場所                                                    |
| 関東   | 関東                                                                 | 関東             | 関東                                                    |
| ------ | -------------------------------------------------------------------- | ---------------- | ------------------------------------------------------- |
| 第26回 | acosta!@池袋サンシャインシティ                                       | 1月28日 - 29日   | 池袋サンシャインシティ                                  |
| 第27回 | acosta!@池袋サンシャインシティ                                       | 2月25日          | 池袋サンシャインシティ                                  |
| 第28回 | acosta!@池袋サンシャインシティ                                       | 4月8日 - 9日     | 池袋サンシャインシティ                                  |
| 第29回 | acosta!@池袋サンシャインシティ                                       | 5月5日 - 6日     | 池袋サンシャインシティ                                  |
| 第30回 | acosta!@池袋サンシャインシティ                                       | 5月13日 - 14日   | 池袋サンシャインシティ                                  |
| 第31回 | acosta!@池袋サンシャインシティ                                       | 6月3日 - 4日     | 池袋サンシャインシティ                                  |
| 第32回 | acosta!@池袋サンシャインシティ                                       | 7月1日 - 2日     | 池袋サンシャインシティ                                  |
| 第33回 | acosta!@池袋サンシャインシティ                                       | 7月29日 - 30日   | 池袋サンシャインシティ                                  |
| 第34回 | acosta!@池袋サンシャインシティ                                       | 9月2日 - 3日     | 池袋サンシャインシティ                                  |
| 第35回 | acosta!@池袋サンシャインシティ                                       | 10月7日 - 8日    | 池袋サンシャインシティ                                  |
| 第36回 | acosta!@池袋サンシャインシティ                                       | 11月25日         | 池袋サンシャインシティ                                  |
| 第37回 | acosta!@池袋サンシャインシティ                                       | 12月9日 - 10日   | 池袋サンシャインシティ                                  |
| 第2回  | 堀切フェスタ 2017                                                    | 3月12日          | 堀切商店街                                              |
| 第2回  | acosta!@さいたまスーパーアリーナ TOIRO                               | 1月8日           | さいたまスーパーアリーナ                                |
| 第3回  | acosta!@さいたまスーパーアリーナ TOIRO                               | 3月19日 - 20日   | さいたまスーパーアリーナ                                |
| 第4回  | acosta!@さいたまスーパーアリーナ TOIRO                               | 5月27日          | さいたまスーパーアリーナ                                |
| 第5回  | acosta!@さいたまスーパーアリーナ TOIRO                               | 7月8日 - 9日     | さいたまスーパーアリーナ                                |
| 第6回  | acosta!@さいたまスーパーアリーナ TOIRO                               | 9月16日 - 17日   | さいたまスーパーアリーナ                                |
| 第7回  | acosta!@さいたまスーパーアリーナ TOIRO                               | 12月24日         | さいたまスーパーアリーナ                                |
| 第1回  | acosta!×ハコスタジアム東京＠ビビット南船橋                           | 4月23日          | ハコスタジアム東京、ビビット南船橋                      |
| 第2回  | acosta!×ハコスタジアム東京＠ビビット南船橋                           | 7月23日          | ハコスタジアム東京、ビビット南船橋                      |
| 第3回  | acosta!×ハコスタジアム東京＠ビビット南船橋                           | 10月1日          | ハコスタジアム東京、ビビット南船橋                      |
| 第1回  | acosta!×横須賀                                                       | 6月18日          | 三笠公園、猿島など                                      |
| 第3回  | acosta!～AGF2017スペシャル～                                         | 11月3日 - 4日    | 東池袋エリア、池袋サンシャインシティ、AGFメイン会場など |
| 近畿   |                                                                      |                  |                                                         |
| 第1回  | acosta!@名村造船所跡地                                               | 1月14日          | 名村造船所跡地                                          |
| 第11回 | acosta!@大阪南港ATC                                                  | 2月18日 - 19日   | アジア太平洋トレードセンター                            |
| 第12回 | acosta!@大阪南港ATC                                                  | 4月15日 - 16日   | アジア太平洋トレードセンター                            |
| 第13回 | acosta!@大阪南港ATC                                                  | 4月29日 - 30日   | アジア太平洋トレードセンター                            |
| 第14回 | acosta!@大阪南港ATC                                                  | 5月13日 - 14日   | アジア太平洋トレードセンター                            |
| 第15回 | acosta!@大阪南港ATC                                                  | 6月24日 - 25日   | アジア太平洋トレードセンター                            |
| 第16回 | acosta!@大阪南港ATC                                                  | 7月8日 - 9日     | アジア太平洋トレードセンター                            |
| 第17回 | acosta!@大阪南港ATC                                                  | 7月29日 - 30日   | アジア太平洋トレードセンター                            |
| 第18回 | acosta!@大阪南港ATC                                                  | 8月12日 - 13日   | アジア太平洋トレードセンター                            |
| 第19回 | acosta!@大阪南港ATC                                                  | 9月9日 - 10日    | アジア太平洋トレードセンター                            |
| 第20回 | acosta!@大阪南港ATC                                                  | 9月16日 - 17日   | アジア太平洋トレードセンター                            |
| 第21回 | acosta!@大阪南港ATC                                                  | 10月7日 - 8日    | アジア太平洋トレードセンター                            |
| 第22回 | acosta!@大阪南港ATC                                                  | 11月18日 - 19日  | アジア太平洋トレードセンター                            |
| 第23回 | acosta!@大阪南港ATC                                                  | 12月16日 - 17日  | アジア太平洋トレードセンター                            |
| 第1回  | acosta!@堺市 大仙公園                                                | 3月20日          | 大仙公園                                                |
| 第1回  | acosta!@京都府庁旧本館                                               | 4月22日          | 京都府庁旧本館                                          |
| 第2回  | acosta!@京都府庁旧本館                                               | 7月22日【中止】  | 京都府庁旧本館                                          |
| 第1回  | acosta!@とんぼりワッショイ                                           | 5月7日           | 道頓堀                                                  |
| 第4回  | acosta!@京都大覚寺                                                   | 5月21日          | 大覚寺                                                  |
| 第1回  | acosta!@大阪エンタテインメントデザイン専門学校                       | 7月2日           | 大阪エンタテインメントデザイン専門学校                  |
| 第1回  | acosta!@神戸みなとまつり                                             | 7月16日 - 17日   | メリケンパーク                                          |
| 第1回  | acosta!@神戸さんのみや                                               | 8月27日          | 三宮エリア                                              |
| 第2回  | acosta!@神戸さんのみや                                               | 11月5日          | 三宮エリア                                              |
| 第1回  | acosta!@京都梅宮大社                                                 | 9月24日          | 梅宮大社                                                |
| 第2回  | acosta!@京都梅宮大社                                                 | 11月26日         | 梅宮大社                                                |
| 第1回  | acosta!@六甲マリンパーク                                             | 10月15日         | 六甲マリンパーク                                        |
| 第1回  | acosta! ハロウィン 2017 大阪コスプレ祭 in 道頓堀リバーフェスティバル | 10月22日【中止】 | 道頓堀                                                  |
| 第1回  | acosta!@大阪コスプレ祭 in 道頓堀                                     | 12月10日         | 道頓堀                                                  |
| 第1回  | acosta!@京都水族館                                                   | 12月24日         | 京都水族館                                              |
| 出張版 | acosta! in 太秦上洛祭り                                              | 11月18日 - 19日  | 東映太秦映画村                                          |

#### 2018年
| 回     | 名称                                         | 開催日                          | 場所                                                    |
| 関東   | 関東                                         | 関東                            | 関東                                                    |
| ------ | -------------------------------------------- | ------------------------------- | ------------------------------------------------------- |
| 第38回 | acosta!@池袋サンシャインシティ               | [夜] 1月5日 - 7日               | 池袋サンシャインシティ                                  |
| 第39回 | acosta!@池袋サンシャインシティ               | 2月11日 - 12日                  | 池袋サンシャインシティ                                  |
| 第40回 | acosta!@池袋サンシャインシティ               | 3月31日 - 4月1日                | 池袋サンシャインシティ                                  |
| 第41回 | acosta!@池袋サンシャインシティ               | 4月21日 - 22日                  | 池袋サンシャインシティ                                  |
| 第42回 | acosta!@池袋サンシャインシティ               | 5月19日 - 20日                  | 池袋サンシャインシティ                                  |
| 第43回 | acosta!@池袋サンシャインシティ               | 6月9日 - 10日                   | 池袋サンシャインシティ                                  |
| 第44回 | acosta!@池袋サンシャインシティ               | 6月30日 - 7月1日                | 池袋サンシャインシティ                                  |
| 第45回 | acosta!@池袋サンシャインシティ               | 9月22日 - 23日                  | 池袋サンシャインシティ                                  |
| 第46回 | acosta!@池袋サンシャインシティ               | 10月6日 - 7日                   | 池袋サンシャインシティ                                  |
| 第47回 | acosta!@池袋サンシャインシティ               | 12月1日 - 2日                   | 池袋サンシャインシティ                                  |
| 第4回  | acosta!×ハコスタジアム東京＠ビビット南船橋   | 1月14日                         | ハコスタジアム東京、ビビット南船橋                      |
| 第5回  | acosta!×ハコスタジアム東京＠ビビット南船橋   | 5月27日                         | ハコスタジアム東京、ビビット南船橋                      |
| 第6回  | acosta!×ハコスタジアム東京＠ビビット南船橋   | 7月22日                         | ハコスタジアム東京、ビビット南船橋                      |
| 第7回  | acosta!×ハコスタジアム東京＠ビビット南船橋   | 9月30日                         | ハコスタジアム東京、ビビット南船橋                      |
| 第8回  | acosta!×ハコスタジアム東京＠ビビット南船橋   | 11月18日                        | ハコスタジアム東京、ビビット南船橋                      |
| 第3回  | 堀切フェスタ 2018                            | 3月4日                          | 堀切商店街                                              |
| 第8回  | acosta!@さいたまスーパーアリーナ TOIRO       | 4月8日                          | さいたまスーパーアリーナ                                |
| 第9回  | acosta!@さいたまスーパーアリーナ TOIRO       | 7月29日                         | さいたまスーパーアリーナ                                |
| 第10回 | acosta!@さいたまスーパーアリーナ TOIRO       | 12月15日 - 16日                 | さいたまスーパーアリーナ                                |
| 第1回  | acosta!@太田市金山城跡                       | 9月16日                         | 太田市金山城跡                                          |
| 第2回  | acosta!@太田市金山城跡                       | 10月6日                         | 太田市金山城跡                                          |
| 第4回  | acosta!～AGF2018スペシャル～                 | 11月10日 - 11日                 | 東池袋エリア、池袋サンシャインシティ、AGFメイン会場など |
| 近畿   |                                              |                                 |                                                         |
| 第24回 | acosta!@大阪南港ATC                          | 1月27日 - 28日                  | アジア太平洋トレードセンター                            |
| 第25回 | acosta!@大阪南港ATC SUPER                    | 2月17日 - 18日                  | アジア太平洋トレードセンター                            |
| 第26回 | acosta!@大阪南港ATC                          | 3月10日 - 11日                  | アジア太平洋トレードセンター                            |
| 第27回 | acosta!@大阪南港ATC                          | 4月28日 - 29日                  | アジア太平洋トレードセンター                            |
| 第28回 | acosta!@大阪南港ATC                          | 5月19日 - 20日                  | アジア太平洋トレードセンター                            |
| 第29回 | acosta!@大阪南港ATC SUPER                    | 6月16日 - 17日                  | アジア太平洋トレードセンター                            |
| 第30回 | acosta!@大阪南港ATC                          | 7月28日 - 29日                  | アジア太平洋トレードセンター                            |
| 第31回 | acosta!@大阪南港ATC                          | 8月25日 - 26日                  | アジア太平洋トレードセンター                            |
| 第32回 | acosta!@大阪南港ATC SUPER                    | 9月29日 - 30日 【30日のみ中止】 | アジア太平洋トレードセンター                            |
| 第33回 | acosta!@大阪南港ATC                          | 10月20日 - 21日                 | アジア太平洋トレードセンター                            |
| 第34回 | acosta!@大阪南港ATC                          | 11月10日 - 11日                 | アジア太平洋トレードセンター                            |
| 第35回 | acosta!@大阪南港ATC                          | 12月8日 - 9日                   | アジア太平洋トレードセンター                            |
| 第1回  | acosta!@みのおキューズモール                 | 1月21日                         | みのおキューズモール                                    |
| 第2回  | acosta!@みのおキューズモール                 | 7月15日                         | みのおキューズモール                                    |
| 第1回  | acosta!@京都・梅小路                         | 2月11日                         | 京都市エリア、梅小路                                    |
| 第3回  | acosta!@神戸さんのみや                       | 4月15日                         | 三宮エリア                                              |
| 第4回  | acosta!@神戸さんのみや                       | 8月12日                         | 三宮エリア                                              |
| 第3回  | acosta!@京都梅宮大社                         | 4月22日                         | 梅宮大社                                                |
| 第4回  | acosta!@京都梅宮大社                         | 9月9日                          | 梅宮大社                                                |
| 第2回  | acosta!@道頓堀コスプレ祭                     | 5月5日 - 6日                    | 道頓堀                                                  |
| 第3回  | acosta!@道頓堀コスプレ祭                     | 10月13日 - 14日                 | 道頓堀                                                  |
| 第4回  | acosta!@道頓堀コスプレ祭                     | 12月16日                        | 道頓堀                                                  |
| 第1回  | acosta!@京都駅ビル                           | 7月1日                          | 京都駅ビル                                              |
| 第2回  | acosta!@京都駅ビル                           | 11月25日                        | 京都駅ビル                                              |
| 中部   |                                              |                                 |                                                         |
| 第1回  | acosta!×ナガノアニエラフェスタ＠長野駒場公園 | 9月1日                          | 駒場公園、アニエラフェスタ開催エリア                    |
| 第1回  | acosta!@名駅西TSUBAKIフェスタ2018            | 11月4日                         | 名古屋駅周辺                                            |

#### 2019年
| 回     | 名称                                         | 開催日                           | 場所                                                    |
| 関東   | 関東                                         | 関東                             | 関東                                                    |
| ------ | -------------------------------------------- | -------------------------------- | ------------------------------------------------------- |
| 第48回 | acosta!@池袋サンシャインシティ               | [夜] 1月4日 - 6日                | 池袋サンシャインシティ                                  |
| 第49回 | acosta!@池袋サンシャインシティ               | 1月19日 - 20日                   | 池袋サンシャインシティ                                  |
| 第50回 | acosta!@池袋サンシャインシティ               | 2月10日 - 11日                   | 池袋サンシャインシティ                                  |
| 第51回 | acosta!@池袋サンシャインシティ               | 3月24日                          | 池袋サンシャインシティ                                  |
| 第52回 | acosta!@池袋サンシャインシティ               | 4月20日 - 21日                   | 池袋サンシャインシティ                                  |
| 第53回 | acosta!@池袋サンシャインシティ               | 6月22日 - 23日                   | 池袋サンシャインシティ                                  |
| 第54回 | acosta!@池袋サンシャインシティ               | 8月31日 - 9月1日                 | 池袋サンシャインシティ                                  |
| 第55回 | acosta!@池袋サンシャインシティ               | 9月29日                          | 池袋サンシャインシティ                                  |
| 第56回 | acosta!@池袋サンシャインシティ               | 12月21日 - 22日                  | 池袋サンシャインシティ                                  |
| 第9回  | acosta!×ハコスタジアム東京＠ビビット南船橋   | 1月13日                          | ハコスタジアム東京、ビビット南船橋                      |
| 第10回 | acosta!×ハコスタジアム東京＠ビビット南船橋   | 3月31日                          | ハコスタジアム東京、ビビット南船橋                      |
| 第11回 | acosta!×ハコスタジアム東京＠ビビット南船橋   | 5月26日                          | ハコスタジアム東京、ビビット南船橋                      |
| 第11回 | acosta!@さいたまスーパーアリーナ TOIRO       | 2月16日                          | さいたまスーパーアリーナ                                |
| 第12回 | acosta!@さいたまスーパーアリーナ TOIRO       | 7月20日                          | さいたまスーパーアリーナ                                |
| 第13回 | acosta!@さいたまスーパーアリーナ TOIRO       | 10月6日                          | さいたまスーパーアリーナ                                |
| 第14回 | acosta!@さいたまスーパーアリーナ TOIRO       | 12月7日                          | さいたまスーパーアリーナ                                |
| 第4回  | 堀切フェスタ 2019                            | 3月3日                           | 堀切商店街                                              |
| 第1回  | acosta!@としまえん                           | 4月14日                          | としまえん                                              |
| 第2回  | acosta!@としまえん                           | 6月8日                           | としまえん                                              |
| 第3回  | acosta!@としまえん                           | 8月24日                          | としまえん                                              |
| 第4回  | acosta!@としまえん                           | 11月24日                         | としまえん                                              |
| 第5回  | acosta!～AGF2019スペシャル～                 | 11月9日 - 10日                   | 東池袋エリア、池袋サンシャインシティ、AGFメイン会場など |
| 近畿   |                                              |                                  |                                                         |
| 第37回 | acosta!@大阪南港ATC                          | 2月9日 - 10日                    | アジア太平洋トレードセンター                            |
| 第38回 | acosta!@大阪南港ATC                          | 3月23日 - 24日                   | アジア太平洋トレードセンター                            |
| 第5回  | acosta!@神戸さんのみや                       | 1月27日                          | 三宮エリア                                              |
| 第6回  | acosta!@神戸さんのみや                       | 4月27日                          | 三宮エリア                                              |
| 第7回  | acosta!@神戸さんのみや                       | 8月18日                          | 三宮エリア                                              |
| 第3回  | acosta!@みのおキューズモール                 | 2月24日                          | みのおキューズモール                                    |
| 第4回  | acosta!@みのおキューズモール                 | 9月22日                          | みのおキューズモール                                    |
| 第3回  | acosta!@京都駅ビル                           | 3月31日                          | 京都駅ビル                                              |
| 第4回  | acosta!@京都駅ビル                           | 7月21日                          | 京都駅ビル                                              |
| 第5回  | acosta!@京都駅ビル                           | 12月21日                         | 京都駅ビル                                              |
| 第5回  | acosta!@京都梅宮大社                         | 4月7日                           | 梅宮大社                                                |
| 第6回  | acosta!@京都梅宮大社                         | 9月8日                           | 梅宮大社                                                |
| 第5回  | acosta!@道頓堀コスプレ祭                     | 5月4日 - 5日                     | 道頓堀                                                  |
| 第6回  | acosta!@道頓堀コスプレ祭                     | 7月13日 - 14日                   | 道頓堀                                                  |
| 第7回  | acosta!@道頓堀コスプレ祭                     | 10月12日 - 13日 【12日のみ中止】 | 道頓堀                                                  |
| 第8回  | acosta!@道頓堀コスプレ祭                     | 12月15日                         | 道頓堀                                                  |
| 第2回  | acosta!@京都・梅小路コスプレフェスティバル   | 6月9日                           | 京都市エリア、梅小路                                    |
| 第1回  | acosta!@アリオ鳳                             | 10月5日                          | アリオ鳳                                                |
| 第1回  | acosta!@梅田茶屋町コスプレフェス             | 10月26日 - 27日                  | 茶屋町                                                  |
| 第1回  | acosta!@アリオ八尾                           | 12月1日                          | アリオ八尾                                              |
| 中部   |                                              |                                  |                                                         |
| 第1回  | acosta!@鶴舞公園                             | 6月15日                          | 鶴舞公園、名古屋市公会堂                                |
| 第2回  | acosta!@鶴舞公園                             | 11月17日                         | 鶴舞公園、名古屋市公会堂                                |
| 第1回  | acosta!@修善寺 虹の郷                        | 9月8日                           | 修善寺虹の郷                                            |
| 第2回  | acosta!×ナガノアニエラフェスタ＠長野駒場公園 | 9月14日                          | 駒場公園、アニエラフェスタ開催エリア                    |

#### 2020年
| 回     | 名称                                         | 開催日                  | 場所                           |
| 関東   | 関東                                         | 関東                    | 関東                           |
| ------ | -------------------------------------------- | ----------------------- | ------------------------------ |
| 第57回 | acosta!@池袋サンシャインシティ               | [夜] 1月3日 - 5日       | 池袋サンシャインシティ         |
| 第58回 | acosta!@池袋サンシャインシティ               | 1月25日 - 26日          | 池袋サンシャインシティ         |
| 第59回 | acosta!@池袋サンシャインシティ               | 2月9日                  | 池袋サンシャインシティ         |
| 第60回 | acosta!@池袋サンシャインシティ               | 2月29日【中止】         | 池袋サンシャインシティ         |
| 第60回 | acosta!@池袋サンシャインシティ               | 3月28日【中止】         | 池袋サンシャインシティ         |
| 第61回 | acosta!@池袋サンシャインシティ               | 7月23日 - 26日          | 池袋サンシャインシティ         |
| 第62回 | acosta!@池袋サンシャインシティ               | 8月15日 - 16日          | 池袋サンシャインシティ         |
| 第63回 | acosta!@池袋サンシャインシティ               | 9月5日 - 6日            | 池袋サンシャインシティ         |
| 第64回 | acosta!@池袋サンシャインシティ               | [夜] 10月31日 - 11月1日 | 池袋サンシャインシティ         |
| 第65回 | acosta!@池袋サンシャインシティ               | 12月12日 - 13日         | 池袋サンシャインシティ         |
| 第66回 | acosta!@池袋サンシャインシティ               | 12月26日 - 27日         | 池袋サンシャインシティ         |
| 第6回  | acosta! ～AGFあおぞらマルシェスペシャル～    | 11月7日 - 8日           | 池袋サンシャインシティ         |
| 第3回  | acosta!@太田市金山城跡・関東学園大学         | 1月13日                 | 太田市金山城跡・関東学園大学   |
| 第1回  | acosta!@松戸・河津桜                         | 3月8日【中止】          | 松戸市エリア                   |
| 見送り | acosta!@松戸ラストサマーフェス               | 【見送り】              | 松戸市エリア                   |
| 第15回 | acosta!@さいたまスーパーアリーナ TOIRO       | 2月16日                 | さいたまスーパーアリーナ       |
| 第16回 | acosta!@さいたまスーパーアリーナ TOIRO       | 8月29日                 | さいたまスーパーアリーナ       |
| 第17回 | acosta!@さいたまスーパーアリーナ TOIRO       | 9月21日                 | さいたまスーパーアリーナ       |
| 第18回 | acosta!@さいたまスーパーアリーナ TOIRO       | 12月5日 - 6日           | さいたまスーパーアリーナ       |
| 第5回  | acosta!@としまえん                           | 3月29日【中止】         | としまえん                     |
| 近畿   |                                              |                         |                                |
| 第8回  | acosta!@神戸さんのみや                       | 1月26日                 | 三宮エリア                     |
| 第5回  | acosta!@みのおキューズモール                 | 2月2日                  | みのおキューズモール           |
| 第6回  | acosta!@みのおキューズモール                 | 9月13日                 | みのおキューズモール           |
| 第7回  | acosta!@みのおキューズモール                 | 11月8日                 | みのおキューズモール           |
| 第6回  | acosta!@京都駅ビル                           | 3月29日【中止】         | 京都駅ビル                     |
| 第6回  | acosta!@京都駅ビル                           | 12月13日                | 京都駅ビル                     |
| 第1回  | acosta!@岸和田カンカンベイサイドモール       | 4月19日【中止】         | 岸和田カンカンベイサイドモール |
| 第1回  | acosta!@岸和田カンカンベイサイドモール       | 10月4日                 | 岸和田カンカンベイサイドモール |
| 第37回 | acosta!@大阪南港ATC                          | 7月11日 - 12日          | アジア太平洋トレードセンター   |
| 第38回 | acosta!@大阪南港ATC                          | 8月8日 - 9日            | アジア太平洋トレードセンター   |
| 第39回 | acosta!@大阪南港ATC                          | 10月17日 - 18日         | アジア太平洋トレードセンター   |
| 第40回 | acosta!@大阪南港ATC                          | 11月28日 - 29日         | アジア太平洋トレードセンター   |
| 第43回 | acosta!@大阪南港ATC                          | 12月26日 - 27日         | アジア太平洋トレードセンター   |
| 第1回  | acosta!@堺市都市緑化センター                 | 7月19日                 | 堺市都市緑化センター           |
| 第2回  | acosta!@アリオ鳳                             | 7月25日                 | アリオ鳳                       |
| 第3回  | acosta!@アリオ鳳                             | 10月25日                | アリオ鳳                       |
| 第2回  | acosta!@アリオ八尾                           | 4月12日【延期】         | アリオ八尾                     |
| 第2回  | acosta!@アリオ八尾                           | 8月16日【中止】         | アリオ八尾                     |
| 第9回  | acosta!@道頓堀コスプレ祭                     | 12月19日                | 道頓堀                         |
| 中部   |                                              |                         |                                |
| 第3回  | acosta!@鶴舞公園                             | 9月26日 - 27日          | 鶴舞公園、名古屋市公会堂       |
| 見送り | acosta!×ナガノアニエラフェスタ＠長野駒場公園 | 【見送り】              | 駒場公園                       |

#### 2021年
| 回     | 名称                                         | 開催日                                   | 場所                                                    |
| 関東   | 関東                                         | 関東                                     | 関東                                                    |
| ------ | -------------------------------------------- | ---------------------------------------- | ------------------------------------------------------- |
| 第67回 | acosta!@池袋サンシャインシティ               | 1月2日 - 3日                             | 池袋サンシャインシティ                                  |
| 第68回 | acosta!@池袋サンシャインシティ               | [夜][マ] 1月22日 - 24日 【中止】         | 池袋サンシャインシティ                                  |
| 第69回 | acosta!@池袋サンシャインシティ               | 2月27日 - 28日                           | 池袋サンシャインシティ                                  |
| 第70回 | acosta!@池袋サンシャインシティ               | [マ] 3月13日 - 14日 【マルシェのみ延期】 | 池袋サンシャインシティ                                  |
| 第71回 | acosta!@池袋サンシャインシティ               | 4月3日 - 4日                             | 池袋サンシャインシティ                                  |
| 第72回 | acosta!@池袋サンシャインシティ               | 4月29日【中止】                          | 池袋サンシャインシティ                                  |
| 第73回 | acosta!@池袋サンシャインシティ               | 5月1日【中止】                           | 池袋サンシャインシティ                                  |
| 第74回 | acosta!@池袋サンシャインシティ               | 5月8日 - 9日【中止】                     | 池袋サンシャインシティ                                  |
| 第75回 | acosta!@池袋サンシャインシティ               | [マ] 6月25日 - 27日                      | 池袋サンシャインシティ                                  |
| 第76回 | acosta!@池袋サンシャインシティ               | 7月22日 - 25日                           | 池袋サンシャインシティ                                  |
| 第77回 | acosta!@池袋サンシャインシティ               | 9月25日 - 26日                           | 池袋サンシャインシティ                                  |
| 第78回 | acosta!@池袋サンシャインシティ               | 12月18日 - 19日                          | 池袋サンシャインシティ                                  |
| 第79回 | acosta!@池袋サンシャインシティ               | 12月25日 - 26日                          | 池袋サンシャインシティ                                  |
| 見送り | acosta!＠堀切フェスタ2021                    | 【見送り】                               | 堀切商店街                                              |
| 見送り | acosta!@松戸・河津桜                         | 【見送り】                               | 松戸市エリア                                            |
| 見送り | acosta!@松戸ラストサマーフェス               | 【見送り】                               | 松戸市エリア                                            |
| 第19回 | acosta!@さいたまスーパーアリーナ TOIRO       | 1月9日【中止】                           | さいたまスーパーアリーナ                                |
| 第20回 | acosta!@さいたまスーパーアリーナ TOIRO       | 2月6日 - 7日【中止】                     | さいたまスーパーアリーナ                                |
| 第21回 | acosta!@さいたまスーパーアリーナ TOIRO       | 4月24日 - 25日                           | さいたまスーパーアリーナ                                |
| 第22回 | acosta!@さいたまスーパーアリーナ TOIRO       | 5月29日                                  | さいたまスーパーアリーナ                                |
| 第23回 | acosta!@さいたまスーパーアリーナ TOIRO       | 9月4日                                   | さいたまスーパーアリーナ                                |
| 第24回 | acosta!@さいたまスーパーアリーナ TOIRO       | 10月17日                                 | さいたまスーパーアリーナ                                |
| 第25回 | acosta!@さいたまスーパーアリーナ TOIRO       | 11月20日                                 | さいたまスーパーアリーナ                                |
| 第26回 | acosta!@さいたまスーパーアリーナ TOIRO       | 12月12日                                 | さいたまスーパーアリーナ                                |
| 第7回  | acosta! ～AGF2021スペシャル～                | 11月6日 - 7日                            | 東池袋エリア、池袋サンシャインシティ、AGFメイン会場など |
| 近畿   |                                              |                                          |                                                         |
| 第1回  | acosta!@京都鉄道博物館                       | 2月7日                                   | 京都鉄道博物館                                          |
| 第2回  | acosta!@京都鉄道博物館                       | 3月7日                                   | 京都鉄道博物館                                          |
| 第44回 | acosta!@大阪南港ATC                          | 2月27日 - 28日                           | アジア太平洋トレードセンター                            |
| 第45回 | acosta!@大阪南港ATC                          | 4月18日                                  | アジア太平洋トレードセンター                            |
| 第46回 | acosta!@大阪南港ATC                          | 5月30日【中止】                          | アジア太平洋トレードセンター                            |
| 第46回 | acosta!@大阪南港ATC                          | 8月29日                                  | アジア太平洋トレードセンター                            |
| 第10回 | acosta!@道頓堀コスプレ祭                     | 3月21日                                  | 道頓堀                                                  |
| 第11回 | acosta!@道頓堀コスプレ祭                     | 5月2日 - 3日【延期】                     | 道頓堀                                                  |
| 第11回 | acosta!@道頓堀コスプレ祭                     | 7月23日 - 24日                           | 道頓堀                                                  |
| 第12回 | acosta!@道頓堀コスプレ祭                     | 12月19日                                 | 道頓堀                                                  |
| 第2回  | acosta!@岸和田カンカンベイサイドモール       | 4月4日                                   | 岸和田カンカンベイサイドモール                          |
| 第3回  | acosta!@岸和田カンカンベイサイドモール       | 10月10日                                 | 岸和田カンカンベイサイドモール                          |
| 第1回  | acosta!＠三和市場                            | 6月6日                                   | 三和市場                                                |
| 第7回  | acosta!@京都駅ビル                           | 6月26日                                  | 京都駅ビル                                              |
| 第8回  | acosta!@京都駅ビル                           | 12月4日                                  | 京都駅ビル                                              |
| 第2回  | acosta!@名村造船所跡地                       | 7月3日                                   | 名村造船所跡地                                          |
| 第3回  | acosta!@堺市都市緑化センター                 | 8月9日                                   | 堺市都市緑化センター                                    |
| 第1回  | acosta!@尼崎城                               | 9月12日                                  | 尼崎城                                                  |
| 第1回  | acosta!@もりのみやキューズモールBASE         | 10月30日                                 | もりのみやキューズモールBASE                            |
| 第4回  | acosta!@アリオ鳳                             | 9月23日【中止】                          | アリオ鳳                                                |
| 第8回  | acosta!@みのおキューズモール                 | 11月21日                                 | みのおキューズモール                                    |
| 第1回  | acosta!@寝屋川公園                           | 11月28日                                 | 寝屋川公園                                              |
| 中部   |                                              |                                          |                                                         |
| 第4回  | acosta!@鶴舞公園                             | 3月13日                                  | 鶴舞公園、名古屋市公会堂                                |
| 第5回  | acosta!@鶴舞公園                             | 5月22日                                  | 鶴舞公園、名古屋市公会堂                                |
| 第6回  | acosta!@鶴舞公園                             | 7月11日                                  | 鶴舞公園、名古屋市公会堂                                |
| 第7回  | acosta!@鶴舞公園                             | 9月19日                                  | 鶴舞公園、名古屋市公会堂                                |
| 第8回  | acosta!@鶴舞公園                             | 11月14日                                 | 鶴舞公園、名古屋市公会堂                                |
| 見送り | acosta!×ナガノアニエラフェスタ＠長野駒場公園 | 【見送り】                               | 駒場公園                                                |
| 九州   |                                              |                                          |                                                         |
| 第1回  | acosta!@福岡PayPayドーム                     | 10月2日                                  | 福岡ドーム                                              |

#### 2022年
| 回     | 名称                                                               | 開催日                  | 場所                                                    |
| 関東   | 関東                                                               | 関東                    | 関東                                                    |
| ------ | ------------------------------------------------------------------ | ----------------------- | ------------------------------------------------------- |
| 第80回 | acosta!@池袋サンシャインシティ                                     | 1月8日 - 10日           | 池袋サンシャインシティ                                  |
| 第81回 | acosta!@池袋サンシャインシティ                                     | [夜][マ] 2月25日 - 27日 | 池袋サンシャインシティ                                  |
| 第82回 | acosta!@池袋サンシャインシティ                                     | 3月19日 - 21日          | 池袋サンシャインシティ                                  |
| 第83回 | acosta!@池袋サンシャインシティ                                     | 4月9日 - 10日           | 池袋サンシャインシティ                                  |
| 第84回 | acosta!@池袋サンシャインシティ                                     | 5月3日 - 5日            | 池袋サンシャインシティ                                  |
| 第85回 | acosta!@池袋サンシャインシティ                                     | 5月21日 - 22日          | 池袋サンシャインシティ                                  |
| 第86回 | acosta!@池袋サンシャインシティ                                     | [マ] 6月25日 - 26日     | 池袋サンシャインシティ                                  |
| 第87回 | acosta!@池袋サンシャインシティ                                     | [夜] 7月8日 - 10日      | 池袋サンシャインシティ                                  |
| 第88回 | acosta!@池袋サンシャインシティ                                     | 9月10日 - 11日          | 池袋サンシャインシティ                                  |
| 第89回 | acosta!@池袋サンシャインシティ                                     | 10月1日 - 2日           | 池袋サンシャインシティ                                  |
| 第90回 | acosta!@池袋サンシャインシティ                                     | [夜] 12月9日 - 11日     | 池袋サンシャインシティ                                  |
| 第5回  | acosta!＠堀切フェスタ2022                                          | 3月6日【中止】          | 堀切商店街                                              |
| 第1回  | acosta!@松戸・河津桜                                               | 3月13日                 | 松戸市エリア                                            |
| 第2回  | acosta!@松戸ラストサマーフェス                                     | 8月28日                 | 松戸市エリア                                            |
| 第27回 | acosta!@さいたまスーパーアリーナ TOIRO                             | 5月28日                 | さいたまスーパーアリーナ                                |
| 第28回 | acosta!@さいたまスーパーアリーナ TOIRO                             | 7月16日                 | さいたまスーパーアリーナ                                |
| 第29回 | acosta!@さいたまスーパーアリーナ TOIRO                             | 11月19日                | さいたまスーパーアリーナ                                |
| 第1回  | acosta!@浅草 Powered by カミイチ                                   | 10月9日                 | 浅草寺周辺エリア                                        |
| 特別版 | acosta! ～アニメイトガールズフェスティバル特別版～                 | 11月5日 - 6日           | 東池袋エリア、池袋サンシャインシティ、AGFメイン会場など |
| 第1回  | acosta!@幕張メッセ 国際会議場                                      | 11月23日                | 幕張メッセ                                              |
| 近畿   |                                                                    |                         |                                                         |
| 第3回  | acosta!@京都鉄道博物館                                             | 1月23日                 | 京都鉄道博物館                                          |
| 第47回 | acosta!@大阪南港ATC                                                | 2月6日                  | アジア太平洋トレードセンター                            |
| 第48回 | acosta!@大阪南港ATC                                                | 9月4日                  | アジア太平洋トレードセンター                            |
| 第2回  | acosta!@もりのみやキューズモールBASE                               | 2月19日                 | もりのみやキューズモールBASE                            |
| 第3回  | acosta!@もりのみやキューズモールBASE                               | 7月9日                  | もりのみやキューズモールBASE                            |
| 第13回 | acosta!@道頓堀コスプレ祭                                           | 3月13日                 | 道頓堀                                                  |
| 第14回 | acosta!@道頓堀コスプレ祭                                           | 5月3日 - 4日            | 道頓堀                                                  |
| 第15回 | acosta!@道頓堀コスプレ祭                                           | 7月16日 - 17日          | 道頓堀                                                  |
| 第16回 | acosta!@道頓堀コスプレ祭                                           | 11月12日 - 13日         | 道頓堀                                                  |
| 第2回  | acosta!@寝屋川公園                                                 | 4月3日                  | 寝屋川公園                                              |
| 第4回  | acosta!@岸和田カンカンベイサイドモール                             | 4月30日                 | 岸和田カンカンベイサイドモール                          |
| 第5回  | acosta!@岸和田カンカンベイサイドモール                             | 10月2日                 | 岸和田カンカンベイサイドモール                          |
| 第9回  | acosta!@みのおキューズモール                                       | 5月22日                 | みのおキューズモール                                    |
| 第9回  | acosta!@京都駅ビル                                                 | 3月19日【延期】         | 京都駅ビル                                              |
| 第9回  | acosta!@京都駅ビル                                                 | 5月28日                 | 京都駅ビル                                              |
| 第10回 | acosta!@京都駅ビル                                                 | 12月25日                | 京都駅ビル                                              |
| 第3回  | acosta!@名村造船所跡地                                             | 6月18日                 | 名村造船所跡地                                          |
| 第1回  | acosta!@セブンパーク天美                                           | 8月6日 - 7日            | セブンパーク天美                                        |
| 第2回  | acosta!@セブンパーク天美                                           | 12月17日 - 18日         | セブンパーク天美                                        |
| 第1回  | acosta!@ア・ラ・モードパレ＆ザ・リゾート                           | 8月15日                 | ア・ラ・モードパレ&ザ・リゾート                         |
| 第1回  | acosta!@旧奈良監獄 （奈良赤レンガ コスプレイヤーズフェスティバル） | 10月8日 - 9日           | 奈良少年刑務所                                          |
| 第1回  | acosta!@あべのキューズモール                                       | 10月16日                | あべのキューズモール                                    |
| 第1回  | acosta!@枚方宿                                                     | 11月5日                 | 枚方宿（枚方公園駅周辺）                                |
| 第1回  | acosta!@空庭温泉                                                   | 12月4日                 | 大阪ベイタワー 空庭温泉                                 |
| 中部   |                                                                    |                         |                                                         |
| 第9回  | acosta!@鶴舞公園                                                   | 1月29日                 | 鶴舞公園、名古屋市公会堂                                |
| 第10回 | acosta!@鶴舞公園                                                   | 3月6日                  | 鶴舞公園、名古屋市公会堂                                |
| 第11回 | acosta!@鶴舞公園                                                   | 5月21日【中止】         | 鶴舞公園、名古屋市公会堂                                |
| 第11回 | acosta!@鶴舞公園                                                   | 6月25日                 | 鶴舞公園、名古屋市公会堂                                |
| 第12回 | acosta!@鶴舞公園                                                   | 8月28日                 | 鶴舞公園、名古屋市公会堂                                |
| 第13回 | acosta!@鶴舞公園                                                   | 9月24日                 | 鶴舞公園、名古屋市公会堂                                |
| 第14回 | acosta!@鶴舞公園                                                   | 11月27日                | 鶴舞公園、名古屋市公会堂                                |
| 第3回  | acosta!×ナガノアニエラフェスタ＠長野駒場公園                       | 9月17日 - 18日          | 駒場公園                                                |
| 九州   |                                                                    |                         |                                                         |
| 第2回  | acosta!@福岡PayPayドーム                                           | 1月16日                 | 福岡ドーム                                              |
| 第3回  | acosta!@福岡PayPayドーム                                           | 4月17日                 | 福岡ドーム                                              |
| 第4回  | acosta!@福岡PayPayドーム                                           | 9月11日                 | 福岡ドーム                                              |

#### 2023年
| 回     | 名称                                                   | 開催日              | 場所                                                    |
| 東北   | 東北                                                   | 東北                | 東北                                                    |
| ------ | ------------------------------------------------------ | ------------------- | ------------------------------------------------------- |
| 第1回  | acosta!@イオンモール新利府南館                         | 11月26日            | イオンモール新利府                                      |
| 関東   |                                                        |                     |                                                         |
| 第91回 | acosta!@池袋サンシャインシティ                         | 1月14日 - 15日      | 池袋サンシャインシティ                                  |
| 第92回 | acosta!@池袋サンシャインシティ                         | 2月18日 - 19日      | 池袋サンシャインシティ                                  |
| 第93回 | acosta!@池袋サンシャインシティ                         | 3月11日 - 12日      | 池袋サンシャインシティ                                  |
| 第94回 | acosta!@池袋サンシャインシティ                         | [夜] 5月12日 - 14日 | 池袋サンシャインシティ                                  |
| 第95回 | acosta!@池袋サンシャインシティ                         | [マ] 6月24日 - 25日 | 池袋サンシャインシティ                                  |
| 第96回 | acosta!@池袋サンシャインシティ                         | 7月8日 - 9日        | 池袋サンシャインシティ                                  |
| 第97回 | acosta!@池袋サンシャインシティ                         | [オ] 9月1日 - 3日   | 池袋サンシャインシティ                                  |
| 第98回 | acosta!@池袋サンシャインシティ                         | 9月23日 - 24日      | 池袋サンシャインシティ                                  |
| 第99回 | acosta!@池袋サンシャインシティ                         | 12月16日 - 17日     | 池袋サンシャインシティ                                  |
| 第30回 | acosta!@さいたまスーパーアリーナ TOIRO                 | 2月5日              | さいたまスーパーアリーナ                                |
| 第31回 | acosta!@さいたまスーパーアリーナ TOIRO                 | 8月6日              | さいたまスーパーアリーナ                                |
| 第5回  | acosta!＠堀切フェスタ2023                              | 3月5日              | 堀切商店街                                              |
| 中止   | acosta!@松戸・河津桜                                   | 【開催断念】        | 松戸市エリア                                            |
| 第3回  | acosta!@松戸ラストサマーフェス                         | 8月26日 - 27日      | 松戸市エリア                                            |
| 特別版 | acosta!extra@日産スタジアム                            | 8月6日              | 日産スタジアム                                          |
| 第2回  | acosta!@幕張メッセ 国際会議場                          | 10月9日             | 幕張メッセ                                              |
| 特別版 | acosta! ～アニメイトガールズフェスティバル2023特別版～ | 11月3日 - 4日       | 東池袋エリア、池袋サンシャインシティ、AGFメイン会場など |
| 第1回  | acosta!@さがみ湖リゾートプレジャーフォレスト           | 11月11日            | さがみ湖リゾート プレジャーフォレスト                   |
| 第1回  | acosta!@ところざわサクラタウン                         | 11月18日 - 19日     | ところざわサクラタウン                                  |
| 第1回  | acosta!@館山城 ～里見ゆかりの地～                      | 12月9日             | 館山城 城山公園                                         |
| 近畿   |                                                        |                     |                                                         |
| 第49回 | acosta!@大阪南港ATC                                    | 1月14日             | アジア太平洋トレードセンター                            |
| 第50回 | acosta!@大阪南港ATC                                    | 7月29日 - 30日      | アジア太平洋トレードセンター                            |
| 第2回  | acosta!@あべのキューズモール                           | 2月19日             | あべのキューズモール                                    |
| 第1回  | acosta!@ひらかたパーク                                 | 3月11日             | ひらかたパーク                                          |
| 第2回  | acosta!@ひらかたパーク                                 | 9月10日             | ひらかたパーク                                          |
| 第3回  | acosta!@セブンパーク天美                               | 3月26日             | セブンパーク天美                                        |
| 第4回  | acosta!@セブンパーク天美                               | 6月18日             | セブンパーク天美                                        |
| 第5回  | acosta!@セブンパーク天美                               | 8月19日 - 20日      | セブンパーク天美                                        |
| 第6回  | acosta!@セブンパーク天美                               | 12月16日 - 17日     | セブンパーク天美                                        |
| 第10回 | acosta!@みのおキューズモール                           | 4月9日              | みのおキューズモール                                    |
| 第11回 | acosta!@みのおキューズモール                           | 10月28日            | みのおキューズモール                                    |
| 第6回  | acosta!@岸和田カンカンベイサイドモール                 | 4月30日             | 岸和田カンカンベイサイドモール                          |
| 第7回  | acosta!@岸和田カンカンベイサイドモール                 | 10月8日             | 岸和田カンカンベイサイドモール                          |
| 第17回 | acosta!@道頓堀コスプレ祭                               | 5月6日 - 7日        | 道頓堀                                                  |
| 第18回 | acosta!なんばひろば ～道頓堀コスプレ祭～               | 11月25日 - 26日     | 道頓堀、なんばひろば周辺                                |
| 第2回  | acosta!@梅田茶屋町                                     | 6月10日 - 11日      | 茶屋町                                                  |
| 第2回  | acosta!@京都梅小路                                     | 8月27日             | 京都市エリア、梅小路                                    |
| 第1回  | acosta!@弁天町 ～大阪港区万博～                        | 11月19日            | 弁天町エリア                                            |
| 第11回 | acosta!@京都駅ビル                                     | 12月24日            | 京都駅ビル                                              |
| 中部   |                                                        |                     |                                                         |
| 第15回 | acosta!@鶴舞公園                                       | 1月29日             | 鶴舞公園、名古屋市公会堂                                |
| 第16回 | acosta!@鶴舞公園                                       | 3月4日 - 5日        | 鶴舞公園、名古屋市公会堂                                |
| 第17回 | acosta!@鶴舞公園                                       | 5月13日             | 鶴舞公園、名古屋市公会堂                                |
| 第18回 | acosta!@鶴舞公園                                       | 6月11日             | 鶴舞公園、名古屋市公会堂                                |
| 第19回 | acosta!@鶴舞公園                                       | 11月25日 - 26日     | 鶴舞公園、名古屋市公会堂                                |
| 第4回  | acosta!×ナガノアニエラフェスタ＠長野駒場公園           | 9月16日 - 17日      | 駒場公園                                                |
| 九州   |                                                        |                     |                                                         |
| 第5回  | acosta!@福岡PayPayドーム                               | 1月16日             | 福岡ドーム                                              |
| 第6回  | acosta!@福岡PayPayドーム                               | 5月6日 - 7日        | 福岡ドーム                                              |
| 第7回  | acosta!@福岡PayPayドーム                               | 9月18日             | 福岡ドーム                                              |
| 第8回  | acosta!@福岡PayPayドーム                               | 11月11日 - 12日     | 福岡ドーム                                              |

#### 2024年
| 回      | 名称                                                   | 開催日               | 場所                                                    |
| 東北    | 東北                                                   | 東北                 | 東北                                                    |
| ------- | ------------------------------------------------------ | -------------------- | ------------------------------------------------------- |
| 第2回   | acosta!@イオンモール新利府南館                         | 6月30日              | イオンモール新利府                                      |
| 第1回   | acosta!@スマイルグリコパーク                           | 11月9日 - 10日       | スマイルグリコパーク                                    |
| 関東    |                                                        |                      |                                                         |
| 第100回 | acosta!@池袋サンシャインシティ                         | 1月13日 - 14日       | 池袋サンシャインシティ                                  |
| 第101回 | acosta!@池袋サンシャインシティ                         | [オ] 2月2日 - 4日    | 池袋サンシャインシティ                                  |
| 第102回 | acosta!@池袋サンシャインシティ                         | [マ] 3月23日 - 24日  | 池袋サンシャインシティ                                  |
| 第103回 | acosta!@池袋サンシャインシティ                         | [夜] 4月5日 - 7日    | 池袋サンシャインシティ                                  |
| 第104回 | acosta!@池袋サンシャインシティ                         | [夜] 5月10日 - 12日  | 池袋サンシャインシティ                                  |
| 第105回 | acosta!@池袋サンシャインシティ                         | 6月22日 - 23日       | 池袋サンシャインシティ                                  |
| 第106回 | acosta!@池袋サンシャインシティ                         | 7月5日 - 7日         | 池袋サンシャインシティ                                  |
| 第107回 | acosta!@池袋サンシャインシティ                         | 9月28日 - 29日       | 池袋サンシャインシティ                                  |
| 第108回 | acosta!@池袋サンシャインシティ                         | 12月7日 - 8日        | 池袋サンシャインシティ                                  |
| 特別版  | acosta! ～アニメイトガールズフェスティバル2024特別版～ | 11月9日 - 10日       | 東池袋エリア、池袋サンシャインシティ、AGFメイン会場など |
| 第2回   | acosta!@ところざわサクラタウン                         | 2月23日 - 24日       | ところざわサクラタウン                                  |
| 第3回   | acosta!@ところざわサクラタウン                         | 7月20日 - 21日       | ところざわサクラタウン                                  |
| 第4回   | acosta!@ところざわサクラタウン                         | 11月16日 - 17日      | ところざわサクラタウン                                  |
| 第2回   | acosta!＠松戸河津桜まつり                              | 3月2日 - 3日         | 松戸市                                                  |
| 第2回   | acosta!@さがみ湖リゾートプレジャーフォレスト           | 3月30日              | さがみ湖リゾート プレジャーフォレスト                   |
| 第6回   | acosta!＠堀切フェスタ2024                              | 4月14日              | 堀切商店街                                              |
| 第3回   | acosta!@幕張メッセ 国際会議場                          | 5月6日               | 幕張メッセ                                              |
| 第32回  | acosta!@さいたまスーパーアリーナ TOIRO                 | 7月13日              | さいたまスーパーアリーナ                                |
| 第4回   | acosta!@松戸ラストサマーフェス                         | 8月24日 - 25日       |                                                         |
| 近畿    |                                                        |                      |                                                         |
| 第51回  | acosta!@大阪南港ATC                                    | 1月27日 - 28日       | アジア太平洋トレードセンター                            |
| 第52回  | acosta!@大阪南港ATC                                    | 3月30日 - 31日       | アジア太平洋トレードセンター                            |
| 第53回  | acosta!@大阪南港ATC                                    | 6月29日 - 30日       | アジア太平洋トレードセンター                            |
| 第54回  | acosta!@大阪南港ATC                                    | 8月24日 - 25日       | アジア太平洋トレードセンター                            |
| 第55回  | acosta!@大阪南港ATC                                    | [マ] 11月23日 - 24日 | アジア太平洋トレードセンター                            |
| 第7回   | acosta!@セブンパーク天美                               | 2月4日               | セブンパーク天美                                        |
| 第8回   | acosta!@セブンパーク天美                               | 7月6日               | セブンパーク天美                                        |
| 第9回   | acosta!@セブンパーク天美                               | 10月27日             | セブンパーク天美                                        |
| 第3回   | acosta!@あべのキューズモール                           | 2月19日              | あべのキューズモール                                    |
| 第3回   | acosta!@ひらかたパーク                                 | 3月8日 - 9日         | ひらかたパーク                                          |
| 第4回   | acosta!@ひらかたパーク                                 | 9月8日               | ひらかたパーク                                          |
| 第8回   | acosta!@岸和田カンカンベイサイドモール                 | 3月24日              | 岸和田カンカンベイサイドモール                          |
| 第9回   | acosta!@岸和田カンカンベイサイドモール                 | 12月8日              | 岸和田カンカンベイサイドモール                          |
| 第12回  | acosta!@みのおキューズモール                           | 4月6日               | みのおキューズモール                                    |
| 第13回  | acosta!@みのおキューズモール                           | 10月5日 - 6日        | みのおキューズモール                                    |
| 第2回   | acosta!@弁天町 ～大阪港区万博～                        | 4月21日              | 弁天町エリア                                            |
| 第3回   | acosta!@弁天町 ～大阪港区万博～                        | 10月26日             | 弁天町エリア                                            |
| 第19回  | acosta!@道頓堀コスプレ祭                               | 5月4日 - 5日         | 道頓堀                                                  |
| 第20回  | acosta!@道頓堀コスプレ祭                               | 9月28日 - 29日       | 道頓堀                                                  |
| 第3回   | acosta!@梅田茶屋町                                     | 6月8日 - 9日         | 茶屋町                                                  |
| 第1回   | acosta!@カンテレ✕天神橋筋商店街                        | 11月30日 - 12月1日   | カンテレ扇町スクエア、天神橋筋商店街、扇町公園          |
| 第1回   | acosta!@神戸ファッションプラザ                         | 12月14日             | 神戸ファッションプラザ                                  |
| 第12回  | acosta!@京都駅ビル                                     | 12月21日             | 京都駅ビル                                              |
| 第1回   | acosta!@フラリキョウバシ×京橋商店街                    | 12月29日             | FULALI KYOBASHI、京橋商店街                             |
| 中部    |                                                        |                      |                                                         |
| 第20回  | acosta!@鶴舞公園                                       | 1月27日 - 28日       | 鶴舞公園、名古屋市公会堂                                |
| 第21回  | acosta!@鶴舞公園                                       | 3月9日 - 10日        | 鶴舞公園、名古屋市公会堂                                |
| 第22回  | acosta!@鶴舞公園                                       | 5月11日 - 12日       | 鶴舞公園、名古屋市公会堂                                |
| 第23回  | acosta!@鶴舞公園                                       | 6月1日               | 鶴舞公園、名古屋市公会堂                                |
| 第24回  | acosta!@鶴舞公園                                       | 6月29日 - 30日       | 鶴舞公園、名古屋市公会堂                                |
| 第25回  | acosta!@鶴舞公園                                       | 12月15日             | 鶴舞公園、名古屋市公会堂                                |
| 第5回   | acosta!×ナガノアニエラフェスタ＠長野駒場公園           | 9月21日 - 22日       | 駒場公園                                                |
| 第1回   | acosta!@イオンモール高岡                               | 12月1日              | イオンモール高岡                                        |
| 九州    |                                                        |                      |                                                         |
| 第9回   | acosta!@福岡PayPayドーム                               | 2月12日              | 福岡ドーム                                              |
| 第10回  | acosta!@みずほPayPayドーム福岡                         | 4月6日 - 7日         | 福岡ドーム                                              |
| 第11回  | acosta!@みずほPayPayドーム福岡                         | 5月25日 - 26日       | 福岡ドーム                                              |
| 第12回  | acosta!@みずほPayPayドーム福岡                         | 8月31日 - 9月1日     | 福岡ドーム                                              |
| 第13回  | acosta!@みずほPayPayドーム福岡                         | 11月23日             | 福岡ドーム                                              |
| 第1回   | acosta!@大分やまくに                                   | 3月1日               | コアやまくにほか山国川周辺エリア                        |

#### 2025年
| 回      | 名称                                                   | 開催日                  | 場所                                                    |
| 北海道  | 北海道                                                 | 北海道                  | 北海道                                                  |
| ------- | ------------------------------------------------------ | ----------------------- | ------------------------------------------------------- |
| 第1回   | acosta!＠サッポロファクトリー ～カケる、創成イースト～ | 10月4日 - 5日           | サッポロファクトリー                                    |
| 東北    |                                                        |                         |                                                         |
| 第3回   | acosta!@イオンモール新利府南館                         | 4月6日                  | イオンモール新利府                                      |
| 第2回   | acosta!@スマイルグリコパーク                           | 6月28日 - 29日          | スマイルグリコパーク                                    |
| 関東    |                                                        |                         |                                                         |
| 第109回 | acosta!@池袋サンシャインシティ                         | 1月4日 - 5日            | 池袋サンシャインシティ                                  |
| 第110回 | acosta!@池袋サンシャインシティ                         | 1月25日 - 26日          | 池袋サンシャインシティ                                  |
| 第111回 | acosta!@池袋サンシャインシティ                         | [夜][マ] 2月14日 - 16日 | 池袋サンシャインシティ                                  |
| 第112回 | acosta!@池袋サンシャインシティ                         | 3月8日 - 9日            | 池袋サンシャインシティ                                  |
| 第113回 | acosta!@池袋サンシャインシティ                         | 3月20日                 | 池袋サンシャインシティ                                  |
| 第114回 | acosta!@池袋サンシャインシティ                         | [夜] 4月4日 - 6日       | 池袋サンシャインシティ                                  |
| 第115回 | acosta!@池袋サンシャインシティ                         | 5月10日 - 11日          | 池袋サンシャインシティ                                  |
| 第116回 | acosta!@池袋サンシャインシティ                         | [夜] 6月20日 - 22日     | 池袋サンシャインシティ                                  |
| 第117回 | acosta!@池袋サンシャインシティ                         | [オ] 9月5日 - 7日       | 池袋サンシャインシティ                                  |
| 第118回 | acosta!@池袋サンシャインシティ                         | [夜] 9月26日 - 28日     | 池袋サンシャインシティ                                  |
| 特別版  | acosta! ～アニメイトガールズフェスティバル2025特別版～ | 11月8日 - 9日           | 東池袋エリア、池袋サンシャインシティ、AGFメイン会場など |
| 第33回  | acosta!@さいたまスーパーアリーナ TOIRO                 | 1月4日 - 5日            | さいたまスーパーアリーナ                                |
| 第4回   | acosta!@幕張メッセ 国際会議場                          | 2月24日                 | 幕張メッセ                                              |
| 第5回   | acosta!@幕張メッセ 国際会議場                          | 5月5日                  | 幕張メッセ                                              |
| 第6回   | acosta!@幕張メッセ 国際会議場                          | 9月23日                 | 幕張メッセ                                              |
| 第3回   | acosta!＠松戸宿坂川河津桜まつり                        | 3月1日 - 2日            | 松戸市                                                  |
| 第7回   | acosta!＠葛飾堀切                                      | 3月16日                 | 堀切周辺                                                |
| 第1回   | acosta!＠板橋大山ストリート                            | 3月30日                 | 大山町周辺                                              |
| 第1回   | acosta!@羽田エアポートガーデン                         | 5月25日                 | 羽田エアポートガーデン                                  |
| 第5回   | acosta!@ところざわサクラタウン                         | 6月7日 - 8日            | ところざわサクラタウン                                  |
| 近畿    |                                                        |                         |                                                         |
| 第56回  | acosta!@大阪南港ATC                                    | 1月18日 - 19日          | アジア太平洋トレードセンター                            |
| 第57回  | acosta!@大阪南港ATC                                    | 4月12日 - 13日          | アジア太平洋トレードセンター                            |
| 第58回  | acosta!@大阪南港ATC                                    | 7月5日 - 6日            | アジア太平洋トレードセンター                            |
| 第59回  | acosta!@大阪南港ATC                                    | [マ] 11月15日 - 16日    | アジア太平洋トレードセンター                            |
| 第21回  | acosta!@道頓堀コスプレ祭                               | 2月23日 - 24日          | 道頓堀                                                  |
| 第22回  | acosta!@道頓堀コスプレ祭                               | 5月3日 - 4日            | 道頓堀                                                  |
| 第5回   | acosta!@ひらかたパーク                                 | 3月8日                  | ひらかたパーク                                          |
| 第6回   | acosta!@ひらかたパーク                                 | 9月6日                  | ひらかたパーク                                          |
| 第14回  | acosta!@みのおキューズモール                           | 4月19日                 | みのおキューズモール                                    |
| 第15回  | acosta!@みのおキューズモール                           | 8月30日 - 31日          | みのおキューズモール                                    |
| 第2回   | acosta!@カンテレ✕天神橋筋商店街                        | 5月31日 - 6月1日        | カンテレ扇町スクエア、天神橋筋商店街、扇町公園          |
| 第4回   | acosta!@梅田茶屋町 in ちゃやまち推しフェスティバル     | 6月21日 - 22日          | 茶屋町                                                  |
| 第10回  | acosta!@岸和田カンカンベイサイドモール                 | 7月13日                 | 岸和田カンカンベイサイドモール                          |
| 第4回   | acosta!@弁天町 ～大阪港区万博～                        | 9月23日                 | 弁天町エリア                                            |
| 中部    |                                                        |                         |                                                         |
| 第26回  | acosta!@鶴舞公園                                       | 1月18日 - 19日          | 鶴舞公園、名古屋市公会堂                                |
| 第27回  | acosta!@鶴舞公園                                       | 3月8日 - 9日            | 鶴舞公園、名古屋市公会堂                                |
| 第28回  | acosta!@鶴舞公園                                       | 6月8日                  | 鶴舞公園、名古屋市公会堂                                |
| 第29回  | acosta!@鶴舞公園                                       | 7月12日                 | 鶴舞公園、名古屋市公会堂                                |
| 第30回  | acosta!@鶴舞公園                                       | 8月16日 - 17日          | 鶴舞公園、名古屋市公会堂                                |
| 第31回  | acosta!@鶴舞公園                                       | 9月15日                 | 鶴舞公園、名古屋市公会堂                                |
| 第2回   | acosta!@イオンモール高岡                               | 5月25日                 | イオンモール高岡                                        |
| 第1回   | acosta!@イオンモール新小松                             | 7月19日                 | イオンモール新小松                                      |
| 第6回   | acosta!×ナガノアニエラフェスタ＠長野駒場公園           | 9月13日 - 14日          | 駒場公園                                                |
| 中国    |                                                        |                         |                                                         |
| 第1回   | acosta!@イオンモール広島府中                           | 3月30日                 | イオンモール広島府中                                    |
| 第2回   | acosta!@イオンモール広島府中                           | 8月31日                 | イオンモール広島府中                                    |
| 九州    |                                                        |                         |                                                         |
| 第1回   | acosta!@佐賀県鹿島市                                   | 3月1日                  | 鹿島市全域                                              |
| 第14回  | acosta!@みずほPayPayドーム福岡                         | 4月19日 - 20日          | 福岡ドーム                                              |
| 第15回  | acosta!@みずほPayPayドーム福岡                         | 9月13日 - 15日          | 福岡ドーム                                              |
| 第1回   | acosta!@九州花火大会                                   | 10月4日                 | 唐津市・九州花火大会                                    |
| 第2回   | acosta!@大分やまくに                                   | 10月19日                | コアやまくにほか山国川周辺エリア                        |
| 海外    |                                                        |                         |                                                         |
| 第1回   | acosta!@台北                                           | [マ] 5月30日 - 6月1日   | 台北市・松山文創園区                                    |

### Ultra acosta!
期間中に関連イベントが開催された回については、以下の記号を使用する。
- [オ] ：日程の一部がオールナイト開催（オールナイトUltra acosta!）
- [マ]：期間中に「acosta!マルシェ」が同時開催。

| 回 | 名称                                 | 開催日                        | 場所                   |
| -- | ------------------------------------ | ----------------------------- | ---------------------- |
| 1  | Ultra acosta!@池袋サンシャインシティ | 2019年5月11日 - 12日          | 池袋サンシャインシティ |
| 2  | Ultra acosta!@池袋サンシャインシティ | 2020年6月27日 - 28日 【中止】 | 池袋サンシャインシティ |
| 2  | Ultra acosta!@池袋サンシャインシティ | [マ] 2023年4月1日 - 2日       | 池袋サンシャインシティ |
| 3  | Ultra acosta!@池袋サンシャインシティ | [オ][マ] 2024年9月6日 - 8日   | 池袋サンシャインシティ |
| 4  | Ultra acosta!@池袋サンシャインシティ | [オ][マ] 2025年7月4日 - 6日   | 池袋サンシャインシティ |

### acosta!マルシェ
| Vol.                   | 名称                                         | 開催日                        | 同時開催イベント       | 備考                                                                      |
| 池袋サンシャインシティ | 池袋サンシャインシティ                       | 池袋サンシャインシティ        | 池袋サンシャインシティ | 池袋サンシャインシティ                                                    |
| ---------------------- | -------------------------------------------- | ----------------------------- | ---------------------- | ------------------------------------------------------------------------- |
| 1                      | acosta!マルシェ Vol.1                        | 2021年1月23日 - 24日 【延期】 | acosta!                | 新型コロナウイルス感染症の流行により、二度の延期の末に開催。              |
| 1                      | acosta!マルシェ Vol.1                        | 2021年3月13日 - 14日 【延期】 | acosta!                | 新型コロナウイルス感染症の流行により、二度の延期の末に開催。              |
| 1                      | acosta!マルシェ Vol.1                        | 2021年6月26日 - 27日          | acosta!                | 新型コロナウイルス感染症の流行により、二度の延期の末に開催。              |
| 2                      | acosta!マルシェ Vol.2                        | 2022年2月27日                 | acosta!                |                                                                           |
| 3                      | acosta!マルシェ Vol.3                        | 2022年6月25日                 | acosta!                |                                                                           |
| 4                      | acosta!マルシェ Vol.4                        | 2023年4月1日                  | Ultra acosta!          |                                                                           |
| 5                      | acosta!マルシェ Vol.5                        | 2023年6月24日                 | acosta!                |                                                                           |
| 6                      | acosta!マルシェ Vol.6                        | 2024年3月24日                 | acosta!                |                                                                           |
| 7                      | acosta!マルシェ Vol.7                        | 2024年9月7日                  | Ultra acosta!          |                                                                           |
| 8                      | acosta!マルシェ Vol.8                        | 2025年2月15日                 | acosta!                |                                                                           |
| 9                      | acosta!マルシェ@池袋サンシャインシティ Vol.9 | 2025年7月5日                  | Ultra acosta!          | 大阪での開催を受けて、タイトルに「@池袋サンシャインシティ」が追加された。 |
| 大阪南港ATC            |                                              |                               |                        |                                                                           |
| 1                      | acosta!マルシェ@大阪南港ATC Vol.1            | 2024年11月24日                | acosta!                | 池袋サンシャインシティ以外では初開催。                                    |
| 2                      | acosta!マルシェ@大阪南港ATC Vol.2            | 2025年11月16日                | acosta!                |                                                                           |
| 台北                   |                                              |                               |                        |                                                                           |
| 1                      | acosta!マルシェ@台北 Vol.1                   | 2025年5月30日 - 6月1日        | acosta!                | 「日本サークル」と「台湾サークル」とで、それぞれ2会場で開催。             |

### その他

#### 夜のacosta!
| 回     | 名称                                        | 開催日                 | 場所                   |
| ------ | ------------------------------------------- | ---------------------- | ---------------------- |
| 第1回  | 夜のacosta!@池袋サンシャインシティ          | 2018年1月5日           | 池袋サンシャインシティ |
| 第2回  | 夜のacosta!×アニオフ@池袋サンシャインシティ | 2018年8月18日          | 池袋サンシャインシティ |
| 第3回  | 夜のacosta!@池袋サンシャインシティ          | 2019年1月4日           | 池袋サンシャインシティ |
| 第4回  | 夜のacosta!@池袋サンシャインシティ          | 2020年1月3日           | 池袋サンシャインシティ |
| 第5回  | 夜のacosta!@池袋サンシャインシティ          | 2020年10月31日         | 池袋サンシャインシティ |
| 第6回  | 夜のacosta!@池袋サンシャインシティ          | 2021年1月22日 【中止】 | 池袋サンシャインシティ |
| 第7回  | 夜のacosta!@池袋サンシャインシティ          | 2022年2月25日          | 池袋サンシャインシティ |
| 第8回  | 夜のacosta!@池袋サンシャインシティ          | 2022年7月8日           | 池袋サンシャインシティ |
| 第9回  | 夜のacosta!@池袋サンシャインシティ          | 2022年12月9日          | 池袋サンシャインシティ |
| 第10回 | 夜のacosta!@池袋サンシャインシティ          | 2023年5月12日          | 池袋サンシャインシティ |
| 第11回 | 夜のacosta!@池袋サンシャインシティ          | 2024年4月5日           | 池袋サンシャインシティ |
| 第12回 | 夜のacosta!@池袋サンシャインシティ          | 2024年5月10日          | 池袋サンシャインシティ |
| 第13回 | 夜のacosta!@池袋サンシャインシティ          | 2025年2月14日          | 池袋サンシャインシティ |
| 第14回 | 夜のacosta!@池袋サンシャインシティ          | 2025年4月4日           | 池袋サンシャインシティ |
| 第15回 | 夜のacosta!@池袋サンシャインシティ          | 2025年6月20日          | 池袋サンシャインシティ |
| 第16回 | 夜のacosta!@池袋サンシャインシティ          | 2025年9月26日          | 池袋サンシャインシティ |

#### オールナイトacosta!
| 回    | 名称                                             | 開催日         | 場所                   |
| ----- | ------------------------------------------------ | -------------- | ---------------------- |
| 第1回 | オールナイトacosta!@池袋サンシャインシティ       | 2023年9月1日   | 池袋サンシャインシティ |
| 第2回 | オールナイトacosta!@池袋サンシャインシティ       | 2024年2月2日   | 池袋サンシャインシティ |
| 第3回 | オールナイトUltra acosta!@池袋サンシャインシティ | 2024年9月6日   | 池袋サンシャインシティ |
| 第4回 | オールナイトacosta!@池袋サンシャインシティ       | 2024年12月31日 | 池袋サンシャインシティ |
| 第5回 | オールナイトUltra acosta!@池袋サンシャインシティ | 2025年7月4日   | 池袋サンシャインシティ |
| 第6回 | オールナイトacosta!@池袋サンシャインシティ       | 2025年9月5日   | 池袋サンシャインシティ |

## 事件・騒動
- 2022年5月4日、同イベントで「公式カメラマン」として起用されていた男性に対し、一部の参加者から「被写体によって態度が異なり、投稿者に対しては怒ったり不機嫌そうな対応を取ったりしていた」との苦言が寄せられた。同月9日、男性は自身のYouTubeチャンネルで謝罪した。その後、男性はacosta!から「公式カメラマン」としての無期限活動停止処分が下されたほか、同イベントへの出入り禁止処分も言い渡された[60]。
- 2024年8月31日に開催された「acosta!＠みずほPayPayドーム福岡」において、女性更衣室内に施設関係者の男性が立ち入るという事案が発生した。翌月3日に発表された声明によると、「台風10号接近にともなう影響で、急きょ更衣室の場所をドーム内コンコース（通路）に変更し、新しい更衣室の場所について、施設側による関係各所への周知徹底が不十分だったために、誤って施設関係者が立ち入ってしまった」と説明されている[61][62]。
- 2024年9月22日、ナガノアニエラフェスタにおいてイベント会場で32歳の男性が刺される殺人未遂事件が発生した[63]。この影響により、アニエラフェスタの午後の公演と「acosta!×ナガノアニエラフェスタ」が開催中止となった[64]。
- 2024年10月9日、「acosta!@神戸六甲アイランド」を同年12月14日に開催することを発表した[65]。だが実はこの日、他団体である「アミティエ」が、先に六甲アイランド内の商業施設でコスプレイベントの開催を発表していた[注 27]。同団体は12日、安全上などの懸念からイベントの中止を発表[66]。この件について「日程を後から被せた上に中止に追いやった」などの批判がSNS上で寄せられた。acosta!は、同日中に開催の経緯を説明する声明文を投稿した[67]。 2024年11月14日、イベント名称が「acosta!@神戸ファッションプラザ」に変更された。イベントエリアは同施設内に限定されており、当初の「六甲アイランド全域」よりも縮小された形となった[68]。